# マクレシュ
座標: 北緯43度46分 東経22度40分 / 北緯43.767度 東経22.667度

マクレシュ
Макрешマクレシュ ブルガリア内のマクレシュの位置

マクレシュ（ブルガリア語:Макреш / Makresh）はブルガリア北西部の村、およびそれを中心とした基礎自治体。ヴィディン州に属する。

## 町村

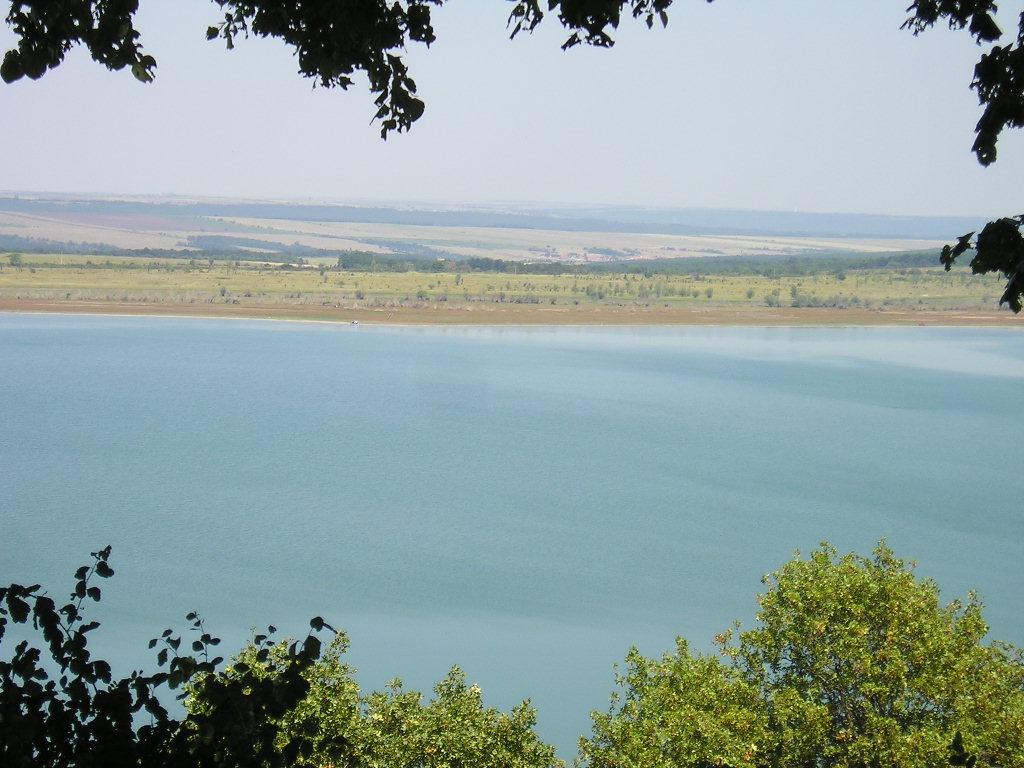
ラビシャ湖（Рабишко езеро / Rabishko ezero）

マクレシュ基礎自治体（Община Макреш）には、その中心であるマクレシュをはじめ、以下の町村（集落）が存在している。
- Вълчек
- Киреево
- Макреш
- Подгоре

- Раковица
- Толовица
- Цар Шишманово